# 鳴鶴線
鳴鶴線（ミョンハクせん）は、朝鮮民主主義人民共和国平安南道北倉郡にある得将駅から鳴鶴駅までを結ぶ鉄道路線である。

## 歴史
- 1988年7月17日 - 全線電化[1]。

## 路線データ
- 路線距離：得将～鳴鶴間2.6km
- 駅数：2（両端駅を含む）
- 軌間：1435mm
- 電化区間：全線（直流3000V）
- 複線区間：なし

## 駅一覧
- 駅所在地は全線平安南道北倉郡内。

| 駅名   | 駅名   | 駅名     | 駅間キロ (km) | 累計キロ (km) | 接続路線             |
| 日本語 | 朝鮮語 | 英語     | 駅間キロ (km) | 累計キロ (km) | 接続路線             |
| ------ | ------ | -------- | ------------- | ------------- | -------------------- |
| 得将駅 | 득장역 | Tŭkjang  | 0.0           | 0.0           | 北朝鮮鉄道省：得将線 |
| 鳴鶴駅 | 명학역 | Myŏnghak | 2.6           | 2.6           |                      |

## 参考資料
- 国分隼人（2007年）. 『将軍様の鉄道 北朝鮮鉄道事情』, 新潮社. ISBN 9784103037316